# Gunung Babahangen
Gunung Babahangen är ett berg i Indonesien.   Det ligger i provinsen Aceh, i den västra delen av landet, 1 700 km nordväst om huvudstaden Jakarta. Toppen på Gunung Babahangen är 1 203 meter över havet, eller 55 meter över den omgivande terrängen. Bredden vid basen är 0,67 km.
Terrängen runt Gunung Babahangen är huvudsakligen kuperad, men söderut är den bergig. Terrängen runt Gunung Babahangen sluttar norrut.Runt Gunung Babahangen är det ganska glesbefolkat, med 38 invånare per kvadratkilometer. I omgivningarna runt Gunung Babahangen växer i huvudsak städsegrön lövskog.